# Озерки (Кузоватовский район)
Озерки — село в Безводовском сельском поселении Кузоватовского района Ульяновской области. 

## География
Находится на расстоянии примерно 16 километров по прямой на восток-северо-восток от районного центра поселка Кузоватово.

## История
В 1913 в селе было дворов 168, жителей 861 и церковь со школой. В 1990-е годы  работал СПК «Безводовский».

## Население
Население составляло 93 человека в 2002 году (99% русские), 43 по переписи 2010 года.